# 듀크스 오브 하자드
《듀크스 오브 해저드》(영어: The Dukes of Hazzard)는 1979년부터 1985년까지 방영된 미국의 드라마이다.
대한민국에선 《듀크 삼총사》라는 제목으로 방영되었다.